# Amalie Kestler
Amalie Kestler (født 5. august 1976 i Charlottenlund) er en dansk journalist, der 2013-18 var lederskribent ved Politiken. I 2018 skiftede hun til stillingen som indlandschef, hvor hun afløste Bo Søndergaard.
Kestler blev uddannet journalist fra Danmarks Journalisthøjskole i 2003. Hun har tidligere været politisk redaktør på Ritzau og nyhedsredaktør på Berlingske, inden hun i 2010 blev pressechef i Økonomiforvaltningen i Københavns Kommune og således fungerede som særlig rådgiver for overborgmester Frank Jensen (S). I 2011 blev hun politisk redaktør ved Dagbladet Information og kom i 2013 til Politiken, hvor hun blev tilknyttet Kristian Madsen og afløste den fyrede Lars Trier Mogensen.